# Anafiotika

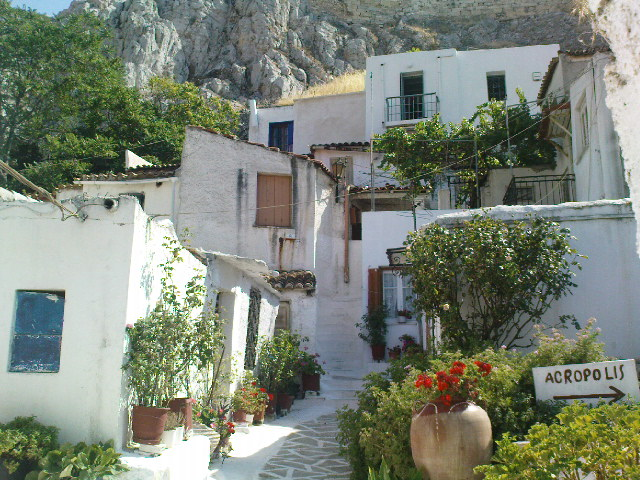
Anafiotika, al pie de la Acrópolis

Anafiotika (en griego Αναφιώτικα) es un barrio de Atenas, situado a los pies de la vertiente nordeste de la Acrópolis, justo por encima del barrio de Plaka.
Las casas de Anafiotika fueron construidas a mediados del siglo XIX por una población de albañiles provenientes de la isla de Anafi, en las Cícladas, que se trasladaron a Atenas para la construcción del palacio del Rey Otón. Por esa razón, su arquitectura es la tradicional de las Islas Cícladas con pequeñas casas de poca altura, pintadas de fuertes colores blanco y azul, encaramadas a la ladera y formando callejones estrechos y retorcidos. 
Anafiotika alberga dos iglesias y no tiene establecimientos comerciales. Su cercanía a la Acrópolis hizo que durante muchas décadas las casas fueran percibidas por las autoridades y por otros habitantes de Atenas como un cuerpo extraño, una suerte de aberración que dañaba la imagen de la "roca sagrada", yuxtaponiendo una imagen de pobreza a la monumentalidad de los edificios clásicos.